# Han tände lyktor i den mörka dimman
Han tände lyktor i den mörka dimman är en av Emil Gustafsons Väckelse- och Inbjudningssånger i hans psalmbok Hjärtesånger. Hans text har fem 6-radiga verser och alla avslutas med Pris vare Gud! Gustafsons text grundade han i Lovsång till världens skapare genom att citera "Huru stora äro dina verk, o Herre!" Psaltaren 104:24

## Publicerad i
- Hjärtesånger 1895 som nr 1 under rubriken Väckelse- och inbjudningssånger med titeln Skaparens lof
- Jubelklangen 1896 som nr 221 med titeln Pris vare Gud!